# 佐野大樹
佐野 大樹（さの だいき、1979年1月22日 - ）は、日本の俳優。愛称、大樹っちゃん。ラ・セッテを2019年末をもって離れ、現在は自身が社長を務めるWBB所属。
静岡県富士宮市出身。血液型O型。身長175cm。体重56kg。兄は俳優の佐野瑞樹。

## 人物
- 男性4人組演劇ユニット*pnish*のリーダー。
- *pnish*でのイメージカラーは赤。
- 2011年より佐野瑞樹・佐野大樹による兄弟プロデュースWBBを活動している。
- 2020年よりYouTubeで佐野大樹チャンネルを開設。

## 出演

### 舞台

#### *pnish*
- パニックラッシュ（2002年、作・演出：*pnish*）
- パニックダンス!？（2002年、作・演出：*pnish*、菅野臣太朗(ヰタ・マキ)）
- パニックナイン（2003年、作・演出：*pnish* 、菅野臣太朗）
- パニックカフェ（2004年、作・演出：*pnish*）
- モンスターボックス（2005年、演出：菅野 臣太朗）
- *pnish* プロデュースvol.1 六惡党（2005年、演出：和田憲明）
- Kiss Me You〜がんばったシンプー達へ（2006年、作・演出：*pnish*）
- トレジャーボックス（2006年、脚本：*pnish*・演出：きだつよし）
- ワンダーボックス（2006年、演出：井関佳子）
- Song & Dance 『田園に死す』 (「血の起原」より)（2006年）
- シークレットボックス（2007年、演出：井関佳子）
- *pnish* プロデュースvol.3「リバースヒストリカ」（2008年、演出：*pnish*）
- サムライモード（2008年、作・演出 *pnish*）
- マハラジャモード（2009年、演出：井関佳子）
- ウエスタンモード（2010年、演出：森崎博之）
- トラベルモード（2011年、演出：毛利亘宏)
- *pnish* プロデュース『RADIO KILLED THE RADIO STAR』（2013年、作・演出：浅沼晋太郎）
- *pnish* vol.14舞台版『魔王 JUVENILE REMIX』（2015年4月18日〜26日東京公演 5月1日〜2日神戸公演、作・演出：鈴木勝秀）
- *pnish* vol.15「サムライモード」(2016年9月24日～ 27日東京公演 2016年10月1日～2日神戸公演、脚本:＊pnish＊ 脚色・演出：鈴木勝秀）
- 亀戸サンストリート「サンストリートライブ」
- *pnish* on vol.4（2005年、演出：*pnish*）
- *pnish* on vol.5（2006年、演出：*pnish*）
- *pnish* on vol.6（2007年、演出：*pnish*）
- *pnish* on vol.7（2009年、演出：*pnish*）
- *pnish* on vol.8（2012年、演出：*pnish*）
- HAPPY *pnish* BIRTHDAY 5th!（2006年）
- HAPPY *pnish* BIRTHDAY 6th!（2007年）
- HAPPY *pnish* BIRTHDAY 7th!（2008年）
- HAPPY *pnish* BIRTHDAY 9th!（2010年）
- HAPPY *pnish* BIRTHDAY10th!（2011年）
- HAPPY *pnish* BIRTHDAY15th!（2016年）

#### WBB
- WBB vol.1 「サムライ・ナイト・フィーバー」（2011年8月10日 - 14日、作:浅沼晋太郎・演出:伊藤マサミ、SPACE107）
- WBB vol.2 「プレイスター」（2012年4月25日 - 5月6日、作:金沢和樹・演出:きだつよし、全労済ホールスペース・ゼロ）
- WBB vol.3 「苦闘のラブリーロバー」（2012年12月18日 - 25日、作:羽仁 修・演出:亀田真二郎、赤坂RED THEATER)
- WBB vol.4 「川崎ガリバー」（2013年4月20日 - 28日、作:佐野大樹・演出:佐野瑞樹、青山円形劇場）
- WBB Sideトーク（2013年11月2日 - 4日、構成:WBB(佐野瑞樹・佐野大樹）、恵比寿・エコー劇場）
- WBB vol.5 「サムライ・ナイト・フィーバー再燃」（2013年12月14日 - 23日、作・演出:浅沼晋太郎、赤坂RED THEATER）
- WBB vol.6 「そして、今夜もニコラシカ！」（2014年6月13日 - 22日、作:佐野大樹・演出:徳尾浩司、東京芸術劇場シアターウエスト）
- WBB vol.7 「バリスタと恋の黒魔術」（2014年11月8日 - 16日、作:小峯裕之・演出:亀田真二郎、赤坂RED THEATER）
- WBB vol.8 「ネバー×ヒーロー」作:保木本真也・演出:佐野大樹
  - (2015年6月26日 - 30日、東京芸術劇場 シアターウエスト)
  - (2015年7月3日 - 5日、グランフロント大阪 北館４Ｆ ナレッジシアター)
- WBB vol.9 「殺意は月夜に照らされて」(2015年11月14日 - 11月23日、作:徳尾浩司・演出:亀田真二郎、赤坂RED/THEATER)
- WBB vol.10 「懲悪バスターズ」作・演出:佐野大樹
  - (2016年5月19日 - 22日、東京芸術劇場 プレイハウス)
  - (2016年5月28日 - 29日、新神戸オリエンタル劇場)
- WBB vol.10.5 「リバースヒストリカ2016」(2016年7月27日 - 7月31日、作:*pnish*・演出:WBB、品川プリンスホテル クラブeX)
- WBB vol.11 「スペーストラベロイド」(2016年12月3日 - 12月11日、作:羽仁 修・演出:亀田真二郎、赤坂RED/THEATER)
- WBB Sideトークvol.2（2017年3月2日 - 5日、構成:WBB(佐野瑞樹・佐野大樹）、赤坂RED/THEATER）
- WBB vol.12 「ミクロワールド・ファンタジア」(作:小峯裕之・演出:佐野大樹)
  - (東京公演：2017年7月26日 - 8月1日、紀伊國屋サザンシアター TAKASHIMAYA)
  - (大阪公演：2017年8月4日 - 6日、ナレッジシアター)
- WBB vol.14「Secret code～幻のゲームオーバー～」（作:浅井さやか・演出:佐野大樹）
  - (神戸公演：2018年7月20日 - 22日、新神戸オリエンタル劇場)
  - (東京公演：2018年7月24日 - 31日、紀伊國屋サザンシアター TAKASHIMAYA)

#### 個人
- 絶対王様『やわらかい脚立』（2005年、作・演出：笹木彰人、紀伊國屋サザンシアター）
- ZIPPER（2007年、作・演出：ラサール石井）
- TEAM 発砲 B-Zin 『TENGUMEN』（2007年）
- プラスイズム第3回公演 『THE Winters Sigh』（2007年、
- CORNFLAKES第2回公演『空飛ぶジョンと萬次郎』（2007年、作・演出:堀江慶） ※主演
- 劇団シニアグラフィティ第4回公演〜昭和歌謡シアター『横須賀ストーリー』
- 舞台版『心霊探偵八雲』- 石井雄太郎 役
  - 『心霊探偵八雲 いつわりの樹』（2008年3月6日 - 13日、作：神永学・演出:黒川竹春）
  - 『心霊探偵八雲 魂のささやき』（2009年6月19日 - 28日、作：神永学・演出:黒川竹春）
  - 『心霊探偵八雲 魂をつなぐもの』（2010年12月11日 - 19日、作：神永学・演出:黒川竹春）
  - 『心霊探偵八雲 いつわりの樹』(再演)（2013年8月21日 - 28日、作：神永学・演出:伊藤マサミ）
  - 『心霊探偵八雲 祈りの柩』（2015年2月11日 - 3月1日、作：神永学・演出:伊藤マサミ）
  - 『心霊探偵八雲 裁きの塔』（2017年5月31日 - 6月18日、作：神永学・演出:伊藤マサミ）
  - 『特殊ミステリー歌劇「心霊探偵八雲」-思考のバイアス-』（2023年3月2日 - 21日、作：神永学・演出：三浦香）（友情出演）
  - 『特殊ミステリー歌劇「心霊探偵八雲」-呪いの解法-』（2024年2月21日 - 3月3日、作：神永学・演出：三浦香）（友情出演）
- クロックガールズ『結婚の条件』（2008年）
- Musical Show『“D”〜永遠という名の神話〜』（2008年、脚本・演出:荻田浩一）
- 劇団たいしゅう小説家Presents空間ゼリー『夏の夜の夢』（2008年、作:W・シェイクスピア、演出:深寅芥）
- D-PRODUCE vol.1 『アヤカシ奇譚』（2009年、作:佐野大樹・演出:きだつよし）
- 冒険者たち（2009年、演出:カサノボー晃）-イカサマ役
- 昭和芸能舎(新宿芸能社 改め)第14回公演『長ぐつのロミオ』（2009年、作・演出:羽原大介）
- Tシャツ三国志〜人中に我あり〜（2010年、演出:穴吹一朗）
- 『冒険者たち』再演（2010年、演出:カサノボー晃）
- ブルースな日々 あぁガス欠！（2010年、演出:是枝正彦）
- TEAM NACS 15th project「5D-FIVE DIMENSIONS-」『LOOSER6』（2010年、作・演出:森崎博之）
- DANCE ACT 「ニジンスキー」〜神に愛された孤高の天才バレエダンサー〜 （2012年4月1日 - 8日、脚本・演出：荻田浩一）
- DIAMOND☆DOGS 10周年記念 オリジナルミュージカル「薔薇降る夜に蒼き雨降る」（2012年10月31日 - 11月4日、脚本・演出：荻田浩一）
- 演劇集団イヌッコロ 第7回公演 「リバースヒストリカ ver.inuccoro」（2013年10月16日 - 20日、作：*pnish*、脚色・演出:羽仁 修）
- PONKOTSU-BARON project『オズからの招待状』（2014年3月19日 - 23日、作:伊勢直弘・演出:伊藤マサミ、紀伊國屋サザンシアター）
- DANCE ACT 「ニジンスキー」〜神に愛された孤高の天才バレエダンサー〜再演 （2014年4月23日 - 30日、脚本・演出：荻田浩一）
- 『ギャング アワー』（2014年9月30日 - 10月5日、作:羽仁 修・演出:佐野大樹、新宿シアターモリエール)
- イヌッコロ第9回公演『ご町内デュエル』（2014年10月14日 - 19日、作:羽仁 修、中野ポケットスクエア ザ・ポケット)
- O-Parts公演 コメディプレイ『リビング』（2016年3月2日 - 3月7日、脚本・演出：荻田浩一、赤坂RED/THEATER）
- イヌッコロVSシザーブリッツデュエル公演『ご町内デュエル』（2016年10月27日 - 11月6日、脚色:羽仁 修・演出:佐野大樹、サンモールスタジオ）
- SniTs
  - 『SniTs』（2017年4月29日 - 30日、ザムザ阿佐谷）
  - 『SniTs Vol.2』（2018年4月20日 - 22日、ザムザ阿佐谷）
- ラ・セッテ×イヌッコロ コラボ公演『まわれ！無敵のマーダーケース』（2017年10月12日 - 22日、作:羽仁 修・演出:羽仁 修 佐野大樹、新宿サンモールスタジオ）殺人鬼 役
- ラ・セッテ プロデュース『ギャング アワー』（2018年3月13日 - 18日、作:羽仁 修・演出:佐野大樹、赤坂RED/THEATER）
- 『恋するアンチヒーロー』（2018年9月6日 - 17日、作・演出:羽仁修、劇場MOMO）
- 『トラベルモード2018』（2018年10月11日 - 15日、作:*pnish*・演出:佐野大樹、中野ウエストエンドスタジオ）予定

### テレビドラマ
- 美味學院 第9話（テレビ東京・2006年） - 陳猛徳 役
- 地獄少女 第5話（日本テレビ・2006年） - 阿部智史 役
- 太田光の私が総理大臣になったら…秘書田中。（日本テレビ・2006年）
- ぐるはぴ（テレビ東京・2006年）
- 朝は楽しく（テレビ東京・2006年）
- 水曜ミステリー9『農家の嫁は弁護士２』（テレビ東京・2006年）
- 警視庁捜査一課9係（テレビ朝日・2006年）
- 59 番目のプロポーズ（日本テレビ・2006年） - 合コン相手 役
- コスプレ幽霊 紅蓮女 第4話（テレビ東京・2007年）
- 綾辻行人・有栖川有栖からの挑戦状7『安楽椅子探偵と忘却の岬』（ABC朝日放送・2008年）
- 東京少女（BS-i・2009年）
- インディゴの夜（東海テレビ/フジテレビ・2010年） - アツシ 役
- パチスロバカップル（スカパー!・2010年）
- 新・警視庁捜査一課9係season3（第6シリーズ） 第6話（テレビ朝日・2011年） - 中田孝介 役
- 金曜プレステージ『浅見光彦シリーズ42 悪魔の種子』 （フジテレビ・2011年）
- 似顔絵捜査官001号（NHK BSプレミアム・2012年03月11日）
- フラジャイル 第4話（フジテレビ・2016年2月3日）
- 警視庁捜査一課9係 season12 第4話（テレビ朝日・2017年5月3日）

### その他テレビ
- ほっとけナイ！*pnish*TV（シアターテレビジョン・06年〜08年）
- いんぷろ。。。（神奈川テレビ・2010年）
- 世界ウルルン滞在記〜ペルー篇〜（TBS・2006年12月10日）
- 踊る！さんま御殿！！（日本テレビ・2007年）
- 痛快TV スカッとジャパン（フジテレビ・2015年2月2日、9月28日）
- 演劇人は、夜な夜な、下北の街で呑み明かす… 第５夜（BSスカパー!・2016年8月17日[前編]、24日[後編]）

### 映画
- CASSHERN（2004年、監督:紀里谷和明）
- 戦 IKUSA 第弐戦〜二本松の虎〜（2006年、監督:本田隆一）
- テニスの王子様（2006年、監督:アベユーイチ）
- 真夜中の少女たち〜ベッドタウンドールズ（2006年、監督:佐伯竜一、堀江 慶）
- サークル○サンクス（2007年、監督:笠原紳司）
- I am a HERO（2007年）
- 楽園に間借り（2007年、作：黒澤珠々・監督:津田寛治）
- カンナさん大成功です!（2009年、監督:井上晃一）
- うつせみ（2009年、監督:佐藤敬）
- NIGHT☆KING（2009年、監督:藤原健一）
- こちら葛飾区亀有公園前派出所 THE MOVIE〜勝どき橋を封鎖せよ!（2011年、監督:川村泰祐）
- KABUKI DROP（2016年、監督：上條大輔）
- 幸福のアリバイ～Picture～（2016年、監督：陣内孝則）
- RUN!-3films-「ACTOR」（2019年、監督：土屋哲彦）

### ラジオ
- レインボータウンFM「*pnish*のパニックスタジオ」（04年〜08年）
- エフエム世田谷「THEATER F」2009年9月30日放送

### ドラマCD
- 『ドリームバスター』シリーズ（原作：宮部みゆき）
- 『ドリームバスター(第1巻) JACK IN編』
- 『ドリームバスター(第2巻) First Contact編』
- 『ドリームバスター(第3巻) D.Bたちの“穴”編』

### CM
- TOYOTA (2007年）
- 高橋書店 TV−CM 『未来がはじまるよ。』篇（2014年）